# Arisa Higashino
Arisa Higashino (jap. 東野 有紗, Higashino Arisa; * 1. August 1996 in Iwamizawa) ist eine japanische Badmintonspielerin.

## Karriere
Arisa Higashino siegte 2016 bei den Vietnam International. 2017 wurde sie erstmals nationale Meisterin in Japan. Im Jahr darauf gewann sie die All England und die Hong Kong Open. 2019 war sie bei den Indonesian Masters erfolgreich, zwei Jahre später noch einmal bei den All England. 2021 qualifizierte sie sich auch für die Olympischen Sommerspiele in Tokio. Dort gewann sie mit Yuta Watanabe die Bronzemedaille. Bei den Olympischen Spielen 2024 in Paris wiederholte das Duo diesen Erfolg.

## Sportliche Erfolge
| Saison | Veranstaltung                            | Disziplin | Platz |                                 |
| ------ | ---------------------------------------- | --------- | ----- | ------------------------------- |
| 2014   | Juniorenweltmeisterschaft 2014           | XD        | 3     | Yuta Watanabe / Arisa Higashino |
| 2015   | Japanische Meisterschaft 2015            | XD        | 3     | Yuta Watanabe / Arisa Higashino |
| 2015   | Russia Open 2015                         | WD        | 3     | Arisa Higashino / Chisato Hoshi |
| 2015   | Russia Open 2015                         | XD        | 2     | Yuta Watanabe / Arisa Higashino |
| 2016   | Vietnam International 2016               | XD        | 1     | Yuta Watanabe / Arisa Higashino |
| 2016   | Japanische Erwachsenenmeisterschaft 2016 | XD        | 1     | Yuta Watanabe / Arisa Higashino |
| 2017   | Japanische Meisterschaft 2017            | XD        | 1     | Yuta Watanabe / Arisa Higashino |
| 2017   | All England 2017                         | XD        | 3     | Yuta Watanabe / Arisa Higashino |
| 2017   | US Open 2017                             | WD        | 3     | Arisa Higashino / Kie Nakanishi |
| 2017   | Juniorenweltmeisterschaft 2017           | XD        | 17    | Yuta Watanabe / Arisa Higashino |
| 2018   | Japan Open 2018                          | XD        | 3     | Yuta Watanabe / Arisa Higashino |
| 2018   | All England 2018                         | XD        | 1     | Yuta Watanabe / Arisa Higashino |
| 2018   | China Masters 2018                       | XD        | 3     | Yuta Watanabe / Arisa Higashino |
| 2018   | Juniorenweltmeisterschaft 2018           | XD        | 9     | Yuta Watanabe / Arisa Higashino |
| 2018   | Japanische Meisterschaft 2018            | XD        | 1     | Yuta Watanabe / Arisa Higashino |
| 2018   | Hong Kong Open 2018                      | XD        | 1     | Yuta Watanabe / Arisa Higashino |
| 2019   | All England 2019                         | XD        | 2     | Yuta Watanabe / Arisa Higashino |
| 2019   | Malaysia Masters 2019                    | XD        | 1     | Yuta Watanabe / Arisa Higashino |
| 2019   | Japanische Meisterschaft 2019            | XD        | 1     | Yuta Watanabe / Arisa Higashino |
| 2019   | Indonesia Masters 2019                   | XD        | 3     | Yuta Watanabe / Arisa Higashino |
| 2020   | Japanische Meisterschaft 2020            | XD        | 1     | Yuta Watanabe / Arisa Higashino |
| 2020   | All England 2020                         | XD        | 9     | Yuta Watanabe / Arisa Higashino |
| 2021   | All England 2021                         | XD        | 1     | Yuta Watanabe / Arisa Higashino |
| 2021   | Olympische Spiele 2020                   | XD        | 3     | Yuta Watanabe / Arisa Higashino |
| 2024   | Olympische Spiele 2024                   | XD        | 3     | Yuta Watanabe / Arisa Higashino |